# Irma Beilke

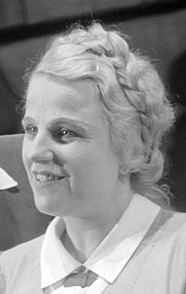
Irma Beilke, Berlin, Städtische Oper, September 1945 (als Marzelline in Fidelio)

Irma Beilke (geboren 24. August 1904 in Berlin; gestorben 20. Dezember 1989 ebenda) war eine deutsche Opernsängerin (Sopran) und Gesangspädagogin.

## Leben
Irma Käthe Else Beilke wurde im Berliner Bezirk Friedrichshain geboren. Ihr Vater Albert Beilke war Schneidermeister und so musste sie nach dem Besuch des Elisabeth-Lyzeums eine Schneiderlehre absolvieren. Ihre musikalische Ausbildung erhielt sie in ihrer Heimatstadt privat von der Altistin Gertrud Wirthschaft und dem Bariton Heinz Theo Dreyer. Sie hatte, entgegen dem Willen des Vaters, ihr Debüt 1926 als Brautjungfer im Freischütz an der Städtischen Oper Berlin, wo sie bis 1928 blieb, aber nur in kleineren Rollen eingesetzt wurde. Sie wechselte dann zum Landestheater Oldenburg (1928–1930) und zum Opernhaus Leipzig (1930–1936), entwickelte sich zum Koloratur- wie lyrischem Sopran und kehrte als bekannte Sängerin nach Berlin zurück. Hier war sie von 1937 bis 1944 und von 1949 bis 1958 wieder fest an der Städtischen Oper engagiert. Von 1946 bis 1950 war sie Mitglied der Staatsoper Unter den Linden. 
Sie hatte zudem Gastspielverträge mit den Opern in Leipzig (1936 bis 1941) und München (1942 bis 1944). Weitere Gastspiele gab sie in Antwerpen (1942), Barcelona, Belgrad, Brüssel (1942), Dublin (1950), Florenz, London (1938), Mailand, Paris, Wien (1941/42) und Zagreb. 1936 sang sie die Blonde in der Entführung aus dem Serail beim Glyndebourne Festival, 1939, 1942 und 1943 trat sie in Mozart-Opern bei den Salzburger Festspielen auf.
1934 wurde ihr der Titel Kammersängerin verliehen. Beilke stand 1944 in der Gottbegnadeten-Liste des Reichsministeriums für Volksaufklärung und Propaganda.
Sie besetzte Rollen in den Uraufführungen von Der Eulenspiegel (1936, Hans Stieber), Die pfiffige Magd (1939, Julius Weismann), Die Windsbraut (1941, Winfried Zillig), Capriccio (1942) und Preußisches Märchen (1952).
Als Sängerin wurde sie auch für eine Rolle im Film engagiert (Der Weg ins Freie mit Zarah Leander), einige ihrer Partien wurden auf Schallplatte aufgenommen. Seit 1954 gab sie privat Gesangsunterricht. Ihre Abschiedsvorstellung gab sie im September 1958 als Mimì in La Bohème in der Städtischen Oper, die damals noch im Gebäude des Theaters des Westens untergebracht war.
Von 1958 bis 1969 lehrte Beilke als Professorin an der Hochschule für Musik Berlin, dann setzte sie sich zur Ruhe. Zu ihren Schülerinnen gehören Catherine Gayer und Ursula Reinhardt-Kiss. 1970 erhielt sie das Bundesverdienstkreuz am Bande, 1980 wurde sie zum Ehrenmitglied der Staatsoper Berlin ernannt.
Irma Beilke starb 1989 im Alter von 85 Jahren. Sie wurde auf dem Zentralfriedhof Friedrichsfelde begraben (Feld U 9).

## Opernrollen
(Auswahl – sortiert nach A–Z Komponisten – wichtige Premieren, in denen Beilke mitgewirkt hat)
- Sopransolo in der 9. Sinfonie von Beethoven (Salzburger Festspiele 1943)
- Marzelline in Fidelio (Städtische Oper Berlin 1945 und 1949)
- Colombina in Arlecchino oder Die Fenster (Staatsoper Berlin 1946)
- Norina in Don Pasquale (Deutsches Opernhaus Berlin 1944)
- Adina in Der Liebestrank (Deutsches Opernhaus Berlin 1940)
- Regina in Mathis der Maler (Staatsoper Berlin 1948)
- Fachpartien in den Lortzing-Opern Undine, Der Waffenschmied,  Der Wildschütz und Zar und Zimmermann
- Rose Friquet in Das Glöckchen des Eremiten (Deutsches Opernhaus Berlin 1939)
- Lola in Cavalleria rusticana
- Manon in Manon (Staatsoper Berlin 1948)
- Amelia in Amelia geht zum Ball (Staatsoper Berlin 1947)
- Despina in Così fan tutte (Deutsches Opernhaus Berlin 1941)
- Blondchen in Die Entführung aus dem Serail (Glyndebourne Festival 1936; Royal Opera House London 1938, Salzburger Festspiele 1939)
- Zerline in Don Giovanni
- Susanna in Figaros Hochzeit (Salzburger Festspiele 1942)
- Pamina in Zauberflöte (Salzburger Festspiele 1943)
- Frau Fluth in Die lustigen Weiber von Windsor (Staatsoper Berlin 1949)
- Agnes in Der arme Heinrich
- Mimi in La Bohème
- Zerbinetta und Komponist in Ariadne auf Naxos
- Sophie in Der Rosenkavalier (Royal Opera London 1938, Städtische Oper Berlin 1950)
- Oscar in Ein Maskenball (Deutsches Opernhaus Berlin 1942)
- Gilda in Rigoletto (Deutsches Opernhaus Berlin 1937)
- Violetta in La traviata
- Ännchen in Der Freischütz (Deutsches Opernhaus Berlin 1940)
- Stimme des Waldvogels in Siegfried

## Tondokumente
Auf dem Label Electrola sang Irma Beilke 1937 die Pamina in einer Gesamtaufnahme der Zauberflöte unter Thomas Beecham. 1939 folgten Duette mit Margarete Teschemacher (Figaros Hochzeit und Arabella) und 1941 zwei Arien aus dem Freischütz. Auf Imperial sang sie 1941 drei Arien aus Lortzing-Opern (Der Waffenschmied, Der Wildschütz und Zar und Zimmermann) und schließlich 1943 zwei Arien aus La Bohème (Musetta) und Madama Butterfly.
Von ihren Rundfunkaufnahmen wurden auf CD vollständig veröffentlicht: Fra Diavolo (Dirigent: Karl Elmendorff, aufgenommen 1944), Cavalleria rusticana (Artur Rother, 1943), Die Entführung aus dem Serail (Heinrich Steiner, 1937), Figaros Hochzeit (Clemens Krauss, 1942, live Salzburg), Die lustigen Weiber von Windsor (Artur Rother, 1943), Die Fledermaus (Hans Rosbaud, 1936) und Der Freischütz (Rudolf Kempe, 1950).
Die Doppel-LP Irma Beilke bietet einen Querschnitt durch ihre wichtigsten Partien (BASF Records, Bestellnr. 22 226964, erschienen 1976).